# Pachebot

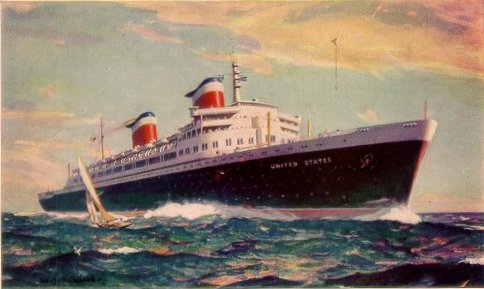
SS United States, un pachebot american construit în 1952

Pachebot, sau transatlantic, este o navă maritimă autopropulsată de mare tonaj utilizată pentru transportul rapid de călători, colete și scrisori peste oceane și mări. Cele mai reprezentative pacheboturi au fost cele care făceau curse între Europa și America de Nord traversând Oceanul Atlantic (de unde și numele de transatlantic).
Un accent deosebit în construcția acestor nave a fost pus pe creșterea deplasamentului, vitezei și în special a gradului de confort pentru pasageri, astfel încât acest tip de navă maritimă de pasageri este dotată cu ascensoare, piscine, restaurante, biblioteci, săli de sport, teatre, cinematografe, cazinouri etc.
Dezvoltarea comunicațiilor aeriene și folosirea avioanelor de mare viteză a determinat o afluire masivă a călătorilor către aceste mijloace mai rapide. Costul lor ridicat, timpul mare necesar unei traversări, precum și nerentabilitatea exploatării au făcut ca pacheboturile să fie în prezent aproape complet abandonate, fiind înlocuite cu nave de croazieră.

## Etimologie
Denumirea provine din franțuzescul paquebot, care la rândul său este derivat din limba engleză, de la un tip de navă care purta numele de packet boat sau packet ship, cu sensul de „navă poștală”.

## Istoric
Primele nave-poștă apar la mijlocul secolului al XVII-lea făcând transportul de colete poștale între Marea Britanie și continent. Marea Nordului și Marea Baltică, devin de asemenea unele din principalele rute comerciale.
În 1818, negustorii din America de Nord au înființat linia maritimă Black Ball Line, prima companie ce a oferit legătură periodică între Marea Britanie și S.U.A.
În anii 1830, emigrarea către cele noul continent a crescut, ceeace a condus la continua dezvoltare a companiile de transport maritim.
Samuel Cunard a fondat Cunard Line în 1839, prima companie specializată în activitatea de transport naval pentru colete, oferind un serviciu regulat.
Din 1845 dimensiunea navelor este în creștere odată cu apariția corpurilor din oțel. Prima navă care are cocă dublă din oțel este Great Britain, de asemenea și prima navă la care roțile cu zbaturi au fost înlocuite de elice. 

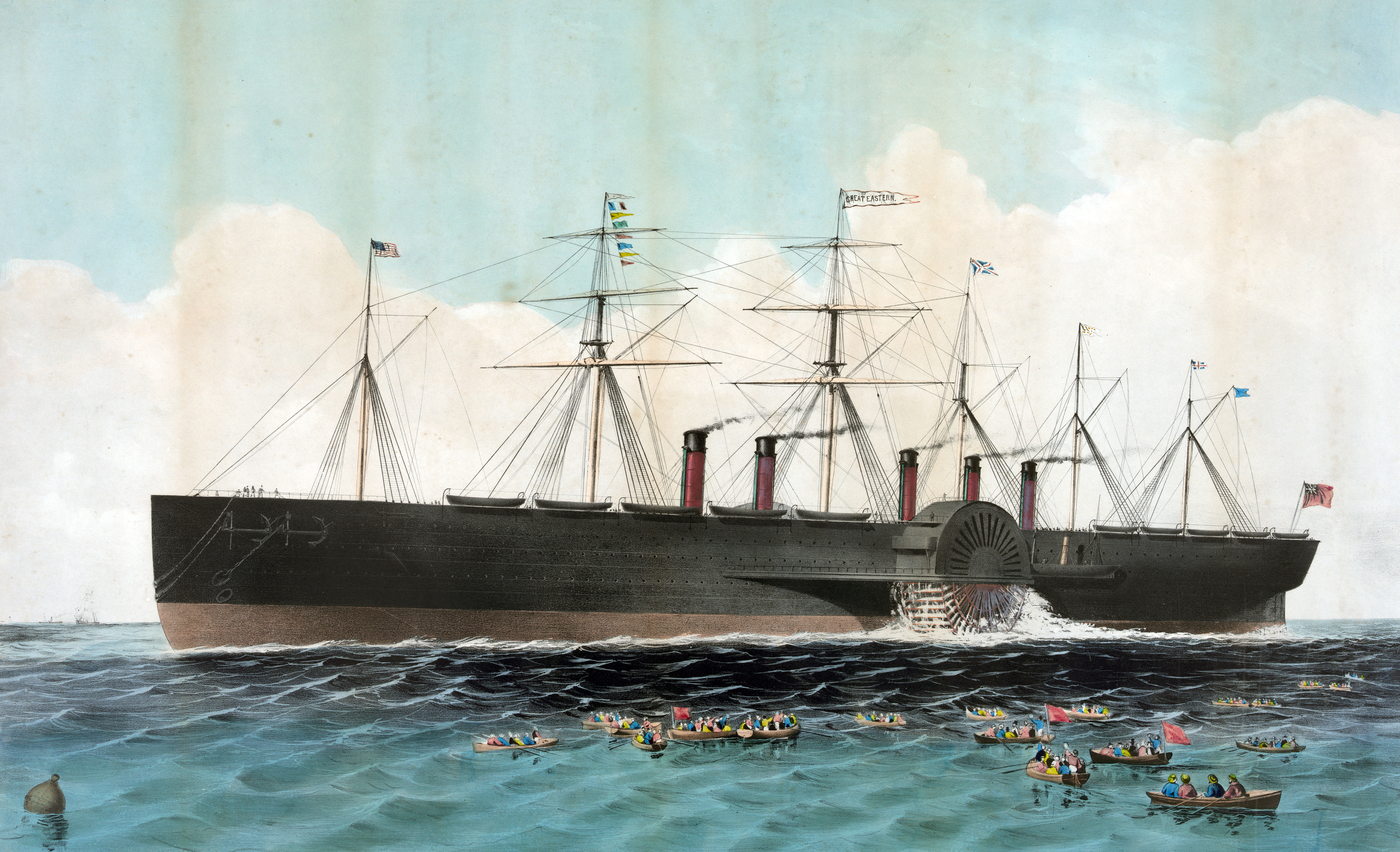
Pachebotul SS Great Eastern

În 1858 se construiește nava Great Eastern, proiectată de celebrul inginer britanic Isambard Kingdom Brunel, prima navă cu propulsie cu abur. Având un deplasament de 23.600 tdw, un tonaj impresionant pentru acea vreme și lungimea de 212 metri, nava a rămas aproape 40 de ani cel mai mare obiect plutitor construit vreodată. Inventarea mașinilor cu aburi pentru propulsia navelor asigura astfel un transport regulat, avantaj de care beneficiază în special societățile poștale, care încep să închirieze serviciile acestor nave pentru a-și servi clienții de peste ocean.
În anul 1870 este înființată compania White Star Line, concurenta Cunard Line. Printre cele mai renumite vapoare construite de White Star Line se numără RMS Titanic și HMHS Britannic, nava-geamănă Titanicului. Lupta dintre aceste două mari companii ia amploare pentru supremația în obținerea trofeului Panglica albastră pentru traversarea cea mai rapidă a Oceanului Atlantic între Europa și America, vestic și estic.
La începutul secolului XX condițiile au permis începerea construcțiilor navale de mari dimensiuni, pacheboturile în special având tendința spre gigantism. Aceste nave confortabile și chiar foarte luxoase devin, la prima vedere, niște mijloace de transport rapide și sigure. Progresele tehnicii navale au permis realizarea unui salt spectaculos în acest domeniu, în care constructorii au căutat să ofere călătorilor un maxim de confort și siguranță maximă.
În 1906 este lansat RMS Mauretania, la vremea respectivă cel mai mare și mai rapid vas din lume, prima navă care a folosit pentru propulsie un număr de 4 elice.
Cea dintâi traversare a oceanului Atlantic a fost făcută de către SS Savanah în 26 de zile, prima navă cu motor cu abur pe roți cu zbaturi. Nava a părăsit pe 22 mai 1918 portul Savannah, Georgia și ajuns pe 20 iunie la Liverpool, Anglia.
Cu timpul, costul traversării oceanului de către vasele cu abur a scăzut datorită îmbunătățirii motoarelor. Astfel, comerțul transoceanic a devenit viabil din punct de vedere economic. Odată început transportul de mărfuri între Europa și America, traversarea Oceanului Atlantic a devenit accesibilă și pentru pasageri.
Pacheboturile construite pentru transportul pasagerilor de pe un continent pe celălalt au consemnat începutul epocii transportului ieftin și sigur pe apă. Pe măsură ce ruta transatlantică a crescut în popularitate, companiile ce dețineau pacheboturi au început să se diferențieze prin luxul oferit la bord.

## Caracteristici constructive
- sistemul de osatură, este transversal sau combinat
- se proiectează carene cu forme fine în vederea obținerii unor viteze mari
- bordajul este înalt, proiectat pentru a face față condițiilor vitrege din largul oceanelor
- compartimentul mașini este dispus în zona centrală a corpului
- compartimentare riguroasă a corpului etanș astfel încât să fie asigurate condițiile speciale de nescufundabilitate
- majoritatea compartimentelor de locuit și a celorlalte amenajări destinate pasagerilor sunt amplasate deasupra punții principale
- amenajarea căilor de acces ale pasagerilor, spre ieșirile în caz de pericol, sunt mai clare și scurte
- alegerea și amplasarea instalației de propulsie se face astfel încât nivelul zgomotului și al vibrațiilor să corespundă condițiilor de confort impuse

## Pacheboturi celebre
- RMS Aquitania
- HMHS Britannic
- RMS Carpathia
- RMS Lusitania
- RMS Mauretania
- SS Normandie
- RMS Olympic
- RMS Queen Elizabeth
- RMS Queen Elizabeth 2
- RMS Queen Mary
- RMS Titanic
- SS United States
- SS Great Western
- SS Great Eastern
- SS Savanah
- SS Bismarck
- SS Europa
- SS France
- SS Ile De France
- SS Imperator
- SS Vaterland [3]